# Evropská silnice E551
Evropská silnice E551 je evropská silnice II. třídy vedoucí z Českých Budějovic na nájezd na dálnici D1 u Humpolce. Měří 110 km včetně nájezdů a propojuje evropské silnice I. třídy E49 a E55 na jedné straně a E50 a E65 na straně druhé. V úseku České Budějovice – Třeboň vede v peáži se silnicí E49. Ač se jedná o mezinárodní silnici, nachází se celá na území Česka, přičemž je celá vedena po silnici I/34.
Ačkoliv je již na trase v provozu řada obchvatů, na několika místech ještě vede silnice skrz obytnou zástavbu obcí, např. Lásenice, Pelhřimov. Po otevření dálnice D3 mezi Českými Budějovicemi a Táborem není značená trasa E551 nejkratší ani nejrychlejší spojnicí svých koncových bodů – ta vede právě po D3 (společně s E55) a pak po silnici I/19 do Pelhřimova.

## Vedení silnice
- České Budějovice – napojení na E55, začátek peáže E49
- Třeboň – konec peáže E49
- Jindřichův Hradec
- Jarošov nad Nežárkou
- Pelhřimov
- nájezd na D1 u Humpolce (exit 90) – napojení na E50, E59, E65